# Agoriini
Agoriini è una tribù di ragni appartenente alla sottofamiglia Agoriinae della famiglia Salticidae dell'ordine Araneae della classe Arachnida.

## Distribuzione
L'unico genere oggi noto di questa tribù è diffuso nelle Filippine e in Indonesia, in particolare sono stati rinvenuti esemplari nella Nuova Guinea, Borneo, Sumatra, Celebes, Giava e Singapore.

## Tassonomia
Vi sono delle specie non ancora classificate ma probabilmente riconducibili a questa tribù che sono state scoperte in Malaysia e nello Stato di Sabah
A maggio 2010, gli aracnologi riconoscono un solo genere appartenente a questa tribù:
- Agorius Thorell, 1877 — Asia meridionale e Filippine (10 specie)